# Torneio Incentivo Pernambucano de 1976
O Torneio Incentivo Pernambucano, foi uma competição estadual de futebol que ocorreu em Pernambuco no ano de 1976. Foi organizado pela Federação Pernambucana de Futebol com a participação de 6 (seis) equipes. Ao final da competição, o América Futebol Clube foi o campão no torneio ao ficar em 1º lugar na classificação geral.

## História
A exemplo do ano anterior, a competição foi criada pela Federação Pernambucana de Futebol (FPF) com os clubes que não estavam participando de competições nacionais daquele ano. O torneio teve a adesão de 6 agremiações, quatro da capital do estado e duas do interior. O Campeonato iniciou e findou no ano de 1976, sendo a última partida disputada no mês de novembro daquele ano. A competição teve como regra a disputa entre as equipes em forma de pontos corridos, cada equipe jogava partidas em jogos de ida e volta em turnos, o clube que estivesse na 1ª colocação ao término da última rodada do campeonato era o campeão do torneio.

## Participantes
- América
- Caruaru
- Central
- Ferroviário do Recife
- Íbis
- Santo Amaro (Manchete FC)

## 1º Turno
| Time 1      | Placar | Time 2      | Data       |
| ----------- | ------ | ----------- | ---------- |
| América     | 0-0    | Íbis        | 15.09.1976 |
| Ferroviário | 2-0    | Santo Amaro | 19.09.1976 |
| Central     | 1-0    | Caruaru     | 19.09.1976 |
| Ferroviário | 0-1    | Caruaru     | 22.09.1976 |
| América     | 4-0    | Santo Amaro | 26.09.1976 |
| Central     | 3-0    | Íbis        | 26.09.1976 |
| Íbis        | 3-2    | Santo Amaro | 30.09.1976 |
| Ferroviário | 1-0    | Central     | 03.10.1976 |
| Caruaru     | 0-2    | América     | 03.10.1976 |
| América     | 3-0    | Ferroviário | 09.10.1976 |
| Íbis        | 1-2    | Caruaru     | 10.10.1976 |
| Central     | 3-0    | Santo Amaro | 10.10.1976 |
| Ferroviário | 3-0    | Íbis        | 16.10.1976 |
| América     | 2-1    | Central     | 17.10.1976 |
| Caruaru     | 3-1    | Santo Amaro | 17.10.1976 |

## 2º Turno
| Time 1      | Placar | Time 2      | Data       |
| ----------- | ------ | ----------- | ---------- |
| Íbis        | 0-2    | América     | 30.10.1976 |
| Santo Amaro | 2-3    | Ferroviário | 30.10.1976 |
| Caruaru     | 0-0    | Central     | 31.10.1976 |
| Santo Amaro | 1-6    | América     | 03.11.1976 |
| Íbis        | 0-1    | Central     | 06.11.1976 |
| Caruaru     | 0-0    | Ferroviário | 07.11.1976 |
| Santo Amaro | 3-1    | Íbis        | 10.11.1976 |
| Central     | 2-0    | Ferroviário | 14.11.1976 |
| América     | 1-0    | Caruaru     | 14.11.1976 |
| Santo Amaro | W-O    | Central*    | 17.11.1976 |
| Ferroviário | 0-2    | América     | 21.11.1976 |
| Caruaru     | 7-0    | Íbis        | 21.11.1976 |
| Íbis        | 0-3    | Ferroviário | 24.11.1976 |
| Central     | 1-0    | América     | 28.11.1976 |
| Santo Amaro | 0-3    | Caruaru     | 28.11.1976 |

123* Nota: WO em favor do Central.

## Classificação Final
| Classificação – Final | Classificação – Final | Classificação – Final | Classificação – Final | Classificação – Final | Classificação – Final | Classificação – Final | Classificação – Final | Classificação – Final | Classificação – Final |
| Time                  | Time                  | PG                    | J                     | V                     | E                     | D                     | GP                    | GC                    | SG                    |
| --------------------- | --------------------- | --------------------- | --------------------- | --------------------- | --------------------- | --------------------- | --------------------- | --------------------- | --------------------- |
| 1                     | América               | 25                    | 10                    | 8                     | 1                     | 1                     | 22                    | 3                     | +19                   |
| 2                     | Central               | 22                    | 10                    | 7                     | 1                     | 2                     | 15                    | 3                     | +12                   |
| 3                     | Caruaru               | 17                    | 10                    | 5                     | 2                     | 3                     | 16                    | 6                     | +10                   |
| 4                     | Ferroviário do Recife | 16                    | 10                    | 5                     | 1                     | 4                     | 12                    | 10                    | +2                    |
| 5                     | Íbis                  | 4                     | 10                    | 1                     | 1                     | 8                     | 5                     | 26                    | -21                   |
| 6                     | Santo Amaro           | 3                     | 10                    | 1                     | 0                     | 9                     | 9                     | 31                    | -22                   |

* Nota: O América se sagrou campeão da competição.
| Torneio Incentivo Pernambucano de 1976 |
| -------------------------------------- |
| América Futebol Clube Campeão          |